# 21st Army Group
Il 21th Army Group fu un gruppo d'armate del British Army durante il periodo della seconda guerra mondiale.
Creato nel luglio 1943 inizialmente agli ordini del generale Bernard Paget e poi a quelli del generale Bernard Law Montgomery, il 21st Army Group assunse il comando di tutte le forze terrestri impegnate nel progettato sbarco in Normandia, messo poi in atto il 6 giugno 1944. Le sue principali componenti operative iniziali erano la Second Army britannica e la First Army statunitense, anche se, ampliata la testa di sbarco iniziale e schierate altre truppe in Normandia, tra la fine di luglio e l'inizio di agosto 1944 le forze statunitensi furono sottratte al controllo di Montgomery e rimpiazzate dalla First Canadian Army.
Dopo lo sfondamento del fronte tedesco in Normandia e la chiusura della sacca di Falaise, il 21st Army Group guidò la liberazione del nord della Francia e del Belgio, anche se subì una battuta d'arresto nei Paesi Bassi meridionali a seguito del fallimento dell'operazione Market Garden. Durante l'offensiva delle Ardenne tra il dicembre 1944 e il gennaio 1945 il 21st Army Group assunse temporaneamente il controllo delle forze statunitensi a nord del settore di sfondamento; in seguito, il gruppo d'armate coordinò la conquista della Renania settentrionale tra febbraio e marzo 1945 e quindi l'attraversamento del Reno il 23 marzo.
Il 21st Army Group concluse le operazioni belliche all'inizio del maggio 1945, accettando la resa delle forze tedesche nella Germania settentrionale; in seguito, il comando del gruppo d'armate assunse la direzione delle forze d'occupazione britanniche stanziate sul suolo tedesco, venendo ridesignato nell'agosto 1945 come British Army of the Rhine.

## Storia

### La creazione
Il quartier generale del 21st Army Group fu attivato nel luglio 1943 in Inghilterra, come parte del primo scheletro dell'ordine di battaglia delle forze alleate previsto per la conduzione dell'operazione Overlord, l'invasione della Francia settentrionale attraverso il canale de La Manica; sotto la direzione del generale britannico Bernard Paget, suo primo comandante, il 21st Army Group fu incaricato della pianificazione iniziale e dell'addestramento delle truppe in vista dello sbarco anfibio nella regione della Normandia, in collaborazione con il First United States Army Group del generale Omar Bradley (l'alto comando responsabile di tutte le forze di terra statunitensi schierate nel Regno Unito).
In seguito, nel novembre 1943, il 21st Army Group fu designato come centro di comando di tutte le forze di terra alleate impegnate nella fase iniziale della campagna. Visto che considerazioni di ordine politico imponevano che allo sbarco partecipassero tanto le forze degli Stati Uniti quanto quelle del Regno Unito, secondo gli accordi stabiliti tra i comandi britannico e statunitense il 21st Army Group avrebbe assunto la direzione strategica tanto della Second Army britannica del generale Miles Dempsey quanto della First Army statunitense guidata da Bradley, le due armate impegnate nell'assalto anfibio iniziale; in una fase successiva, quando la testa di ponte stabilita in Normandia fosse diventata abbastanza ampia da permettere lo spiegamento di altre truppe, il 21st Army Group avrebbe rinunciato al controllo della First Army (la quale avrebbe formato, unitamente alla Third Army del generale George Smith Patton, il nuovo Twelfth United States Army Group) e avrebbe assunto in cambio la direzione della First Canadian Army del generale Harry Crerar. I due gruppi d'armate sarebbe quindi ricaduti sotto la direzione strategica del Supreme Headquarters Allied Expeditionary Force (SHAEF), attivato nel dicembre 1943 sotto il comando del generale statunitense Dwight Eisenhower.
Nel dicembre 1943 il primo ministro britannico Winston Churchill e il Chief of the General Staff Alan Brooke designarono il generale Bernard Law Montgomery come nuovo comandante del 21st Army Group. Uno dei generali britannici di maggior fama ed esperienza, reduce da numerose vittorie riportare in Nordafrica e Italia alla guida dell'Eighth Army, Montgomery aveva una personalità molto vanitosa ed egoistica, aveva una bassa considerazione di Eisenhower come stratega ed era fermamente convinto di dover ricoprire il ruolo di comandante supremo di tutte le forze di terra alleate in Francia non solo durante la fase iniziale dello sbarco ma in via permanente; questo mise in luce la difficoltà di collegamento tra il comando del 21st Army Group e lo SHAEF di Eisenhower, un punto debole che avrebbe spesso portato a fraintendimenti e discussioni tra i comandi britannici e statunitensi nel corso di tutta la campagna sul fronte occidentale.

### La campagna di Normandia

Foto di gruppo per i tre più alti ufficiali del 21st Army Group in Normandia nel giugno 1944: da sinistra, i generali Bradley, Montgomery e Dempsey

La progettata invasione anfibia attraverso la Manica venne quindi lanciata il 6 giugno 1944. Le differenze nelle strutture amministrative e logistiche imposero che le forze statunitensi e britanniche sbarcassero in punti diversi della costa normanna: la Fisrt Army di Bradley prese quindi terra a oriente della penisola del Cotentin sulle spiagge di Utah Beach e Omaha Beach, mentre la Second Army di Dempsey (rinforzata da alcuni reparti canadesi temporaneamente sottratti dall'armata di Crerar) sbarcò più a est vicino alla foce del fiume Orne sulle spiagge di Gold Beach, Juno Beach e Sword Beach. Il piano originario di Montgomery prevedeva che, mentre la First Army di Bradley liberava il Cotentin e prendeva lo strategico porto di Cherbourg, la spinta principale dell'offensiva alleata fosse portata avanti dalla Second Army di Dempsey nel settore di Caen; la battaglia di Caen si rivelò tuttavia un lungo scontro di logoramento tra tedeschi e anglo-canadesi, e a metà luglio 1944 Montgomery decise quindi di spostare il peso dell'offensiva a ovest nel settore di Saint-Lô tenuto dagli statunitensi. Lo sfondamento definitivo del fronte tedesco in Normandia fu quindi ottenuto dai reparti di Bradley tra il 25 e il 31 luglio, durante l'operazione Cobra.
Montgomery fu molto criticato dai comandi statunitensi sul campo per la sua condotta eccessivamente prudente e per il fallimento dei suoi attacchi a Caen, ma Eisenhower decise di mantenerlo nel suo ruolo di comandante delle forze terrestri sul fronte normanno: una decisione dettata da motivazioni politiche (la rimozione del miglior generale britannico ad opera di uno statunitense sarebbe stata motivo di attrito tra i due alleati), ma anche dal fatto che non sembrava una buona idea rimuovere un comandante in capo nel bel mezzo di una fase decisiva della battaglia. Il 23 luglio divenne operativo in Normandia il comando della First Canadian Army di Crerar, mentre il 1º agosto seguente, con l'attivazione della Third Army di Patton, Bradley assunse la guida del Twelfth United States Army Group controllante le due armate statunitensi, venendo sostituito al comando della First Army dal generale Courtney Hodges; come misura temporanea, visto che lo SHAEF non era ancora pronto per assumere la direzione delle operazioni, Eisenhower dispose la subordinazione del gruppo d'armate di Bradley alle direttive del 21st Army Group di Montgomery.
Respinto un contrattacco tedesco ai primi di agosto (operazione Lüttich), il Twelfth Army Group iniziò a dilagare nelle retrovie delle linee tedesche in Normandia mentre il 21st Army Group manteneva la pressione sul fronte. Ciò portò quindi, tra il 12 e il 21 agosto, alla chiusura della sacca di Falaise, all'interno della quale una grossa porzione delle forze tedesche rimase intrappolata: gli Alleati presero 50.000 prigionieri, mentre le forze tedesche che riuscirono a fuggire dalla sacca dovettero abbandonare gran parte del loro equipaggiamento. Il 25 agosto tutte e quattro le armate alleate avevano raggiunto la Senna e quello stesso giorno reparti francesi e statunitensi liberarono Parigi, segnando la fine delle operazioni della campagna di Normandia.

### Operazioni in Belgio, Paesi Bassi e Ardenne

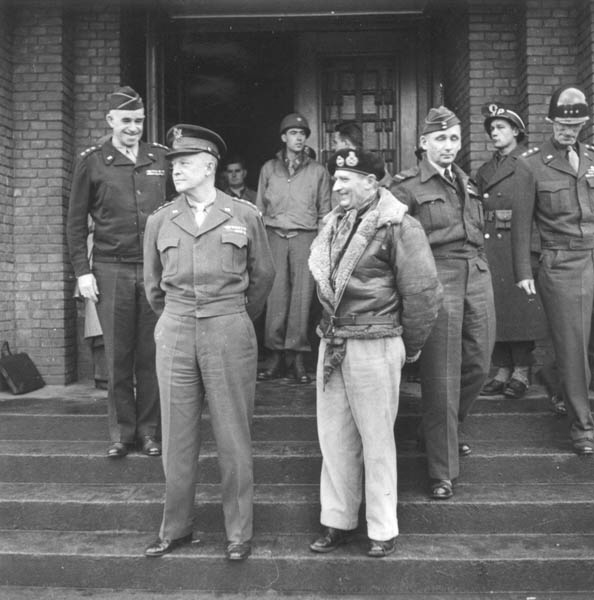
Eisenhower (in primo piano, a sinistra) e Montgomery durante una riunione dello stato maggiore alleato a Maastricht nel dicembre 1944

Il 1º settembre lo SHAEF di Eisenhower assunse formalmente il comando delle operazioni di terra sul fronte francese e la direzione strategica tanto del gruppo d'armate di Montgomery quanto di quello di Bradley; il quadro fu completato il 15 settembre con l'attivazione del Sixth United States Army Group del generale Jacob Devers, controllante le forze franco-statunitensi sbarcate nel sud della Francia durante l'operazione Dragoon il mese precedente. Con il fronte tedesco in completo disfacimento, gli Alleati realizzarono avanzate grandiose: lasciata l'armata canadese di Crerar a ripulire dalle forze tedesche la costa settentrionale della Francia, Montgomery lanciò la Second Army di Dempsey alla volta del Belgio, prendendo Bruxelles il 3 settembre e Anversa il giorno seguente.
Abbandonando la tradizionale prudenza, Montgomery propose un piano ambizioso per prolungare la sua avanzata dal Belgio alla Germania settentrionale attraverso i Paesi Bassi, catturando i ponti necessari lungo gli ampi fiumi della regione con un massiccio lancio di paracadutisti anglo-statunitensi tratti dalla First Allied Airborne Army in riserva nel Regno Unito. L'azione (operazione Market Garden), tentata tra il 17 e il 27 settembre, si rivelò un fallimento e i britannici dovettero arrestarsi lungo le rive del Reno nella zona di Arnhem. Il rallentamento del ritmo dell'offensiva alleata alla fine di settembre, dovuta alle sempre più gravi carenze logistiche date dalla scarsità di porti intatti per lo sbarco dei rifornimenti, portò a una recrudescenza dei contrasti tra i comandanti: Montgomery sostenne la necessità di sferrare un'offensiva su fronte ristretto, concentrando tutte le risorse disponibili sul suo 21st Army Group cui subordinare nuovamente la First Army statunitense e fermando l'avanzata degli altri gruppi d'armate alleati; anche Bradley e Patton peroravano la causa dell'offensiva su un fronte ristretto, ma a favore del loro gruppo d'armate e fermando invece l'avanzata del 21st Army Group di Montgomery. Per ragioni di prestigio nazionale, in modo che tutte le nazioni alleate si sentissero egualmente coinvolte nei combattimenti, Eisenhower sostenne invece il piano dell'offensiva su un fronte ampio, con un'avanzata coordinata lungo tutta la linea del fronte da parte di tutte le forze degli Alleati; questo tuttavia accentuò i problemi logistici, e il rallentamento della progressione diede il tempo ai tedeschi di riorganizzarsi e bloccare le armate alleate ai confini della Renania.
Il 21st Army Group trascorse gli ultimi mesi del 1944 liberando gli accessi al porto di Anversa (azione portata a termine dai canadesi di Crerar nel corso della battaglia della Schelda tra il 2 ottobre e l'8 novembre) e preparandosi a un'offensiva nella Renania settentrionale in congiunzione con la Ninth United States Army del generale William Simpson, appena arrivata al fronte a fare da giunzione tra le forze di Montgomery a nord e quelle di Bradley più a sud. Questa azione fu annullata dopo il lancio a partire dal 16 dicembre di una vasta offensiva tedesca nelle Ardenne: l'attacco scavò un profondo saliente nel fronte del Twelfth Army Group, e per meglio coordinare la controffensiva il 20 dicembre Eisenhower spostò temporaneamente sotto il comando del 21st Army Group la First e Ninth Army statunitensi, rimaste a nord del settore di sfondamento, lasciando a Bradley il controllo della sola Third Army sul lato sud del saliente. Questo concentramento di forze a favore del 21st Army Group fu aspramente criticato da Bradley, visto che sembrava realizzare il desiderio di Montgomery per un'offensiva su un fronte ristretto diretta dal suo gruppo d'armate; il britannico non perse infatti l'occasione per perorare questa causa, con toni così arroganti da innescare una profonda crisi nei suoi rapporti con Eisenhower.

### L'attraversamento del Reno

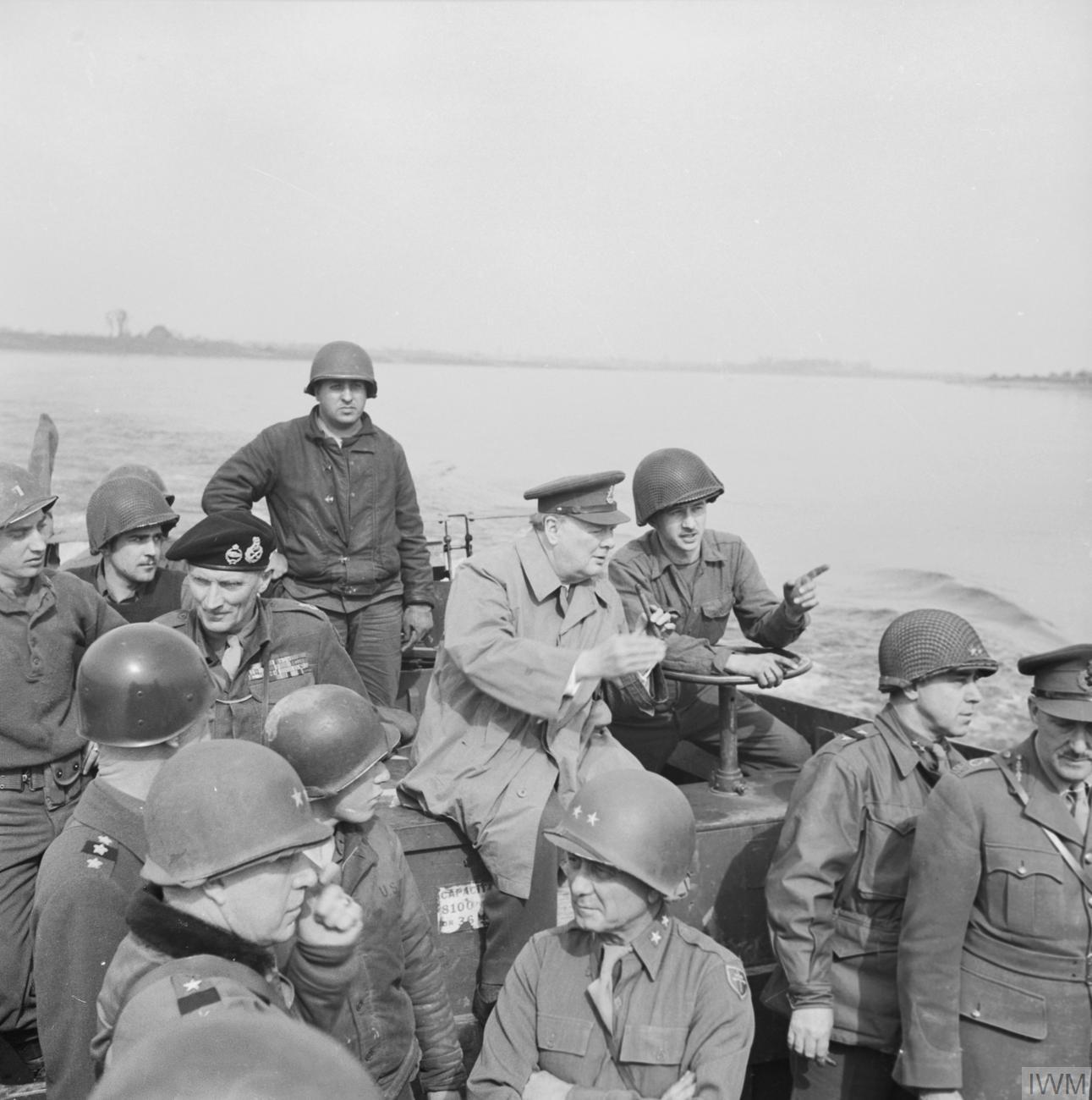
Il primo ministro britannico Winston Churchill (al centro, con il cappello) presenzia all'attraversamento del Reno da parte dello stato maggiore del 21st Army Group il 26 marzo 1945; Montgomery è alla destra di Churchill

Alla fine, Montgomery fu ricondotto alla ragione ed Eisenhower riuscì a imporre nuovamente la sua strategia del fronte ampio. Eliminato alla fine di gennaio 1945 il saliente tedesco nelle Ardenne la First Army fu restituita al controllo di Bradley, anche se Montgomery mantenne temporaneamente il controllo sulla Ninth Army di Simpson in vista della sua progettata offensiva nella Renania settentrionale. Questa iniziò l'8 febbraio 1945 con l'attacco della First Canadian Army nella zona forestale di Klever Reichswald (operazione Veritable), seguita più a sud da attacchi della Ninth Army statunitense nella zona del fiume Roer a partire dal 23 febbraio (operazione Grenade); i due bracci dell'offensiva si ricongiunsero il 3 marzo nella zona di Gheldria, intrappolando e distruggendo a ovest del Reno numerose unità tedesche.
Montgomery preparò con cura il forzamento della linea del Reno, lanciato infine il 23 marzo: reparti della Second Army britannica e della Ninth Army statunitense attraversarono il fiume nei pressi di Wesel (operazione Plunder), mentre alle spalle delle linee tedesche veniva portato a termine un massiccio lancio di paracadutisti (operazione Varsity). A questo punto, le forze del 21st Army Group si aprirono a ventaglio dilagando nella Germania settentrionale: con la First Canadian Army che completava la liberazione dei Paesi Bassi a ovest, la Second Army britannica si lanciò in profondità in direzione di Brema e Amburgo mentre la Ninth Army statunitense piegava a sud-est per completare l'accerchiamento della regione industriale della Rhur in congiunzione con le forze di Bradley più a sud; con la chiusura della sacca della Ruhr ai primi di aprile la Ninth Army di Simpson ritornò sotto il controllo del Twelfth Army Group, lasciando a Montgomery la sola Second Army con cui continuare l'avanzata nella Germania settentrionale.
La resistenza tedesca sul fronte del 21st Army Group era ormai collassata: il 3 maggio i britannici catturarono Amburgo, per poi spingersi verso est in direzione di Lubecca e Wismar. Il 4 maggio, nel suo quartier generale avanzato a Luneburgo, Montgomery accettò la resa incondizionata delle forze tedesche nel nord della Germania; l'8 maggio seguente la Germania si arrese ponendo fine alle ostilità in Europa. Dopo la capitolazione dei tedeschi, il comando del 21st Army Group assunse la direzione delle forze d'occupazione britanniche stanziate nel nord-ovest della Germania; il 25 agosto 1945 l'unità cambiò quindi designazione in British Army of the Rhine.